# ウォルター・エイムズ・コンプトン
ウォルター・エイムズ・コンプトン（英語: Walter Ames Compton、1911年4月22日-1990年10月11日）はアメリカ合衆国出身の医学博士、薬学研究者、日本刀収集家。Miles Laboratoriesの社長ならびに会長も務めた。日本刀収集家として第二次世界大戦後、鹿児島県所在の照国神社の奉納刀である備前三郎国宗をはじめ、いくつかの日本刀を無償で返還したことにより日本政府から勲四等旭日小綬章を贈られた。日本美術刀剣保存協会名誉会員。

## 来歴
インディアナ州エルクハートにて誕生。14歳の頃に読んだ少年誌で日本刀に関心を持ち、プリンストン大学在学中にチャイナタウンにて6ドルで日本刀を購入した。大学在学中に日本人と交流を持ったこともあり、その頃から日本刀の研究に力を入れるようになった。後に佐野美術館館長を務めた渡邉妙子は生前のコンプトンに日本刀を集める理由について訊ねたところ、コンプトンは人が生み出した武器のうち刀剣への関心が強く、特に日本刀の美しさに心惹かれた旨を説明している。逆にコンプトンが日本のコレクターは名刀しか集めないことについて渡邉に訊ねた際に渡邉は返答に窮し、コンプトンは自身が第二次世界大戦前より日本刀の収集を始め、その際アメリカにはほとんど日本刀に関する書籍がなかったことから、名刀と呼ばれる作品の良さを知るためにそうでない刀も収集して比較したことを述べている。1937年にハーバード大学で医学の博士号を取得した。その後、製薬会社研究部門の責任者を務めた。
備前三郎国宗の返還に関しては、1963年3月29日に語ったところによると、ペンシルバニア州ピッツバーグにて鉄砲を好むコンプトンの知人の所持していた4振のうち1振だった。その後名刀の所蔵に関して所持者には最善の状態で保存し、美術的価値を活用しきる必要があるとコンプトンは考えたことから、1963年3月28日に東京博物館に持参し、寄贈の手続きを行った。この確認のため刀剣学者の本間順治は照国神社から国宗の鞘を取り寄せ、コンプトンがアメリカから持参した刀をはめたところ、無事に収まったと渡邉は記している。『ニューヨーク・タイムズ』によると、備前三郎国宗を含む7振が返還された他、コンプトン家は1992年3月にもう2振り展示に合わせて譲渡するつもりだと記されている。

## コレクション
生前福永酔剣が記したところによると、慶応技術大学医学部教授だった細谷がコンプトンの収集に関して言及している。それによると、所蔵数は300を越え、温度・湿度が自動調節できる部屋に時代別で保管されていた。日本刀愛好家の佐藤醇造は1963年7月1日にコンプトンの邸宅を訪れた際、部屋が温度が華氏70度、湿度50度に調整されていたことを記している。またこの時の所蔵数は4-500振と記されている。
コンプトン・コレクションはコンプトンの没後そのうち159振が、1992年3月31日にアメリカ合衆国ニューヨークマンハッタンにてクリスティーズによって開催された競売に掛けられた。『刀剣と歴史』587号にて浅羽淳一は競売の様子について、当時の日本の相場より高額で競り落とされていたことや、当時不況であったアメリカや日本よりヨーロッパの美術商による購入が目立ったこと、予想額より高額で落札されることについてコンプトンの知名度が影響しているといった分析を記している。この時の最高金額はイギリスの人物によって競り落とされた一文字在銘の刀につけられた38万ドルで、オークションに支払う総額は41万8000ドル、当時の日本円にしておよそ5643万円だとされる。
多数となるため以下、認定や指定を受けているものに限り記載する。順番は長さの降順。名称、長さ、反りはできる限り指定時のものに合わせ、それ以外の測定結果があればその旨記載する。長さと反りの単位はセンチメートルで統一する。
| 指定                   | 分類 | 名前                                                                  | 長さ                      | 反り | 指定日               | 時代                      | 年       | 備考 |
| ---------------------- | ---- | --------------------------------------------------------------------- | ------------------------- | ---- | -------------------- | ------------------------- | -------- | --- |
| 重要刀剣               | 太刀 | 太刀 銘 備州長船住景（以下切）伝景光                                  | 79.0                      | 2.6  | 昭和43年7月4、5、6日 |                           |          | |
| 特別重要刀剣           | 太刀 | 太刀 銘 備州長船家助 応永十九年三月日                                 | 76.8                      | 2.0  | 昭和50年10月29日     | 室町時代初期              | 1412年   | 加賀前田家伝来。 |
| 重要刀剣               | 太刀 | 太刀 生ぶ無銘 伝助宗（附）糸巻太刀拵                                  | 76.70                     | 3.0  |                      |                           |          | 附（つけたり）は江戸初期を下らないものとされている。 |
| 重要刀剣               | 太刀 | 太刀 銘 備州長船近景（附）黒蠟色塗鞘打刀拵                            | 76.6                      | 2.0  |                      | 鎌倉時代後期 - 南北朝時代 | 14世紀   | 2014年現在コンプトン・コレクションとして林原美術館が所蔵。2014年に開催された《林原美術館 名刀図譜》では拵（こしらえ）が「黒漆塗鞘打刀拵」と表記されている。1970年に開催された《日本名刀展 英米からの里帰りと国内の名作》では長さ76.6、反り2.0。2014年に開催された《林原美術館 名刀図譜》では刃長76.5、反り2.0。 |
| 重要刀剣               | 太刀 | 太刀 銘 備州長船倫光 貞治二二年正月日                                 | 73.6                      | 2.2  |                      | 南北朝時代                | 1365年   | 2014年現在コンプトン・コレクションとして林原美術館が所蔵。《林原美術館 名刀図譜》では刃長73.5、反り2.1。 |
| 重要刀剣               | 太刀 | 太刀 備前国包平作と銘がある                                           | 72.6                      | 1.4  | 昭和52年11月1日      |                           |          | |
| 重要刀剣               | 刀   | 刀 無銘 古吉井                                                        | 71.4                      | 1.9  | 昭和55年9月8日       |                           |          | |
| 重要刀剣               | 太刀 | 太刀 銘 備州長船元重                                                  | 71.4                      | 1.65 | 昭和43年7月4、5、6日 |                           |          | |
| 特別重要刀剣           | 太刀 | 太刀 銘 助真                                                          | 70.1                      | 2.6  | 昭和62年11月11日     |                           |          | |
| 重要刀剣               | 太刀 | 太刀 銘 助真                                                          | 70.1                      | 2.6  | 昭和62年3月25日      | 鎌倉時代中期              | 13世紀   | 2014年現在コンプトン・コレクションとして林原美術館が所蔵。 |
| 重要刀剣               | 太刀 | 太刀 銘 藤嶋友清作                                                    | 70.1                      | 2.0  | 昭和54年3月2日       |                           |          | |
| 重要刀剣               | 刀   | 刀 無銘 直江志津                                                      | 70.1                      | 1.2  | 昭和59年10月18日     |                           |          | |
| 重要刀剣               | 刀   | 刀 銘 繁慶（附）茎色苧巻塗苧打刀拵                                    | 69.9                      | 1.2  | 昭和43年7月4、5、6日 |                           |          | |
| 重要刀剣               | 刀   | 刀 無銘 行光（附）打刀拵                                              | 69.6                      | 1.40 |                      |                           |          | |
| 重要刀剣               | 刀   | 刀 無銘 志津（附）茶石目塗打刀拵                                      | 69.6                      | 1.3  | 昭和43年7月4、5、6日 |                           |          | |
| 重要刀剣               | 太刀 | 太刀 銘 真守                                                          | 69.5                      | 1.9  |                      |                           |          | |
| 重要刀剣               | 刀   | 刀 銘 井上真改 延宝四年八月日 黒蠟塗打刀拵                            | 69.5                      | 1.4  | 昭和46年6月1日       |                           |          | 拵は総長3尺1寸9部、総厚1寸。 |
| 重要刀剣               | 太刀 | 太刀 銘 一（附）黒塗波文打刀拵                                        | 69.40                     | 2.0  | 昭和43年7月4、5、6日 |                           |          | |
| 重要刀剣               | 太刀 | 太刀 銘 景秀（附）蛭巻太刀拵                                          | 69.0                      | 2.8  | 昭和51年7月10日      |                           |          | |
| 重要刀剣               | 太刀 | 太刀 銘 国時                                                          | 68.40                     | 2.20 | 昭和43年7月4、5、6日 |                           |          | |
| 重要刀剣               | 刀   | 刀 無銘 冷泉貞盛                                                      | 68.1                      | 1.9  | 昭和55年9月8日       |                           |          | |
| 重要刀剣               | 太刀 | 太刀 銘 備前長船住景光                                                | 65.6                      | 2.5  | 昭和52年11月1日      |                           |          | |
| 重要刀剣               | 脇指 | 脇指 銘 源左衛門尉信国                                                | 30.5                      | なし | 昭和54年3月2日       |                           |          | |
| 重要刀剣               | 脇指 | 脇指 銘 相模国住人広光 康安二年十月日                                 | 30.30                     | 0.25 | 昭和43年7月4、5、6日 |                           | 1362年   | |
| 重要刀剣               | 短刀 | 短刀 銘 波平安次作                                                    | 28.5                      | なし |                      |                           |          | |
| 重要小道具             |      | 牛図笄 鉛 作乗馬 廉乗（花押）（附）二疋牛目貫及び貞享二年六月廉乗折紙 | 22.7                      |      | 昭和46年6月1日       |                           |          | 肩幅1.2。 |
| 重要刀剣               | 短刀 | 短刀 銘 備州長船長義 応安元年十二月日                                 | 21.2                      | なし |                      | 南北朝時代                | 1368年   | 2014年現在コンプトン・コレクションとして林原美術館が所蔵。2014年に開催された《林原美術館 名刀図譜》では附に黒漆塗苧巻鞘合口短刀拵が付けられている。 |
| 重要小道具             |      | 鷹道具図笄 無名 乗真                                                  | 22.0                      |      | 昭和46年6月1日       | 室町時代末期              |          | 肩幅1.4。 |
| 重要小道具             |      | 倶利伽羅図小柄 銘 紋宗乗光條（花押）                                  | 9.6                       |      | 昭和51年7月10日      |                           |          | 幅1.5。 |
| 重要小道具             |      | 玉堂富貴図大小鐔 大銘伯応作時年七十五 小銘 洛北居伯応作 一組          |                           |      | 昭和46年6月1日。     |                           |          | 大 縦長8.2 横長7.7 大 縦長7.5 横長6.9。 |
| 重要小道具             |      | 富嶽図七宝小柄 無銘 平田道仁                                          | 9.3                       |      | 昭和51年7月10日      |                           |          | 幅1.45。 |
| 重要小道具             |      | 連獅子図目貫 無銘 伝 徳乗                                             |                           |      | 昭和51年7月10日      |                           |          | 金地、容彫、陰陽根。 |
| 山形県酒田市指定文化財 | 太刀 | 太刀 銘月山作                                                         |                           |      | 昭和46年6月5日       | 室町時代初期              | 15世紀   | 昭和41年(1966年)にコンプトンにより寄贈され、刀剣博物館寄託となっている。2017年現在、本間美術館所蔵。 |
| ―                      | 刀   | 刀 銘 長曽祢興正                                                      | - 88.0（全） - 69.5（刃） | 1.3  |                      | 江戸時代                  | 17世紀   | W. A. Compton Oriental Arts Foundationから贈られた。 |
| ―                      | 刀   | 刀 銘 洛陽住信濃守国広 慶長十五年八月日                               | - 66.0（全） - 51.0（刃） | 1.7  |                      | 江戸時代                  | 延宝3年  | W. A. Compton Oriental Arts Foundationから贈られた。 |
| ―                      | 脇指 | 脇指 銘 井上真改（菊紋）延宝三年八月日                                | - 93.5（全） - 73.5（刃） | 1.5  |                      | 江戸時代                  | 慶長15年 | W. A. Compton Oriental Arts Foundationから贈られた。 |
| ―                      | 短刀 | 短刀 無銘 伝千手院                                                    | - 32.0（全） - 22.0（刃） | 0.2  |                      | 鎌倉時代                  | 13世紀   | W. A. Compton Oriental Arts Foundationから贈られた。 |

## 著作
- Compton, Walter Ames (1973), Serving needs in health and nutrition : the story of Miles Laboratories, Inc., New York: Newcomen Society in North America, NCID BA41182944, OCLC 723098
- Compton, Walter A. (1976) (English), Nippon-tō art swords of Japan: the Walter A. Compton Collection, New York: Japan Society, ISBN 0913304050, NCID BA35025191, OCLC 908835380
- ウォルター・A・コンプトン「日本刀についての米国人の考察」『刀剣と歴史』第413巻、日本刀剣保存会、1963年5月。 NCID AN00086546。